# Mélaminé
Ne doit pas être confondu avec Mélamine.

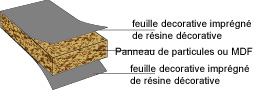
Panneau de bois mélaminé.

Un mélaminé  ou plus précisément un  panneau surfacé mélaminé (PSM) est un panneau dérivé du bois fabriqué par application directe de papiers imprégnés de résine aminoplaste sur au moins une des faces du panneau support. L'adhérence et la réticulation ont lieu à chaud et sous pression sans l'utilisation de colle. 
Le mélaminé ne doit pas être confondu avec le stratifié qui, lui, est obtenu en collant une feuille de maximum 0,2 mm d'épaisseur à la colle contact sur un panneau dérivé du bois. Le mélaminé est généralement plus fragile que le stratifié.

## Panneaux supports
Le mélaminé utilise généralement comme support un panneau MDF (Medium Density Fibreboard) ou un panneau de particules communément appelé « aggloméré » ou « agglo », mais des solutions sur panneau sandwich existent pour l'agencement intérieur. La même technique est déclinée sur des plaques de plâtre pour la réalisation de cloisons amovibles.

## Propriétés
Il se travaille et se plaque sur chant avec des chants thermocollants mélaminés, PVC, polypropylène ou placage bois. Il a une bonne résistance à la flexion, à condition toutefois que l'on respecte certaines règles de mise en œuvre. La détermination des propriétés des mélaminés peut être réalisée en suivant la norme EN 14323.
Les mélaminés sont proposés en différents aspects et finitions : mat, brillant, satiné, givré, « soft », structuré bois.

## Utilisations
Ce matériau est utilisé pour la réalisation des caissons de cuisine, pour l'intérieur de placards (tablettes de rangement dans une garde-robe), les tablettes de fenêtres ou encore les meubles en kit.